# San Vicente (Camarines Norte)
San Vicente (Bayan ng San Vicente) är en kommun i Filippinerna. Kommunen ligger på ön Luzon, och tillhör provinsen Camarines Norte. Folkmängden uppgår till 10 396 invånare.
San Vicente är indelat i 9 barangayer.